# Robert Diligent
Robert Diligent (Roubaix, 16 de juny de 1924 – Niça, 3 de gener de 2014) fou un periodista francès. Va començar la seva carrera periodística el 1959 i fou conegut per ser un dels membres fundadors de Télé Luxemburg. Es va retirar el 1993. Robert Diligent morí el 3 de gener de 2014 a l'edat de 89 anys a Niça.